# Ambassade

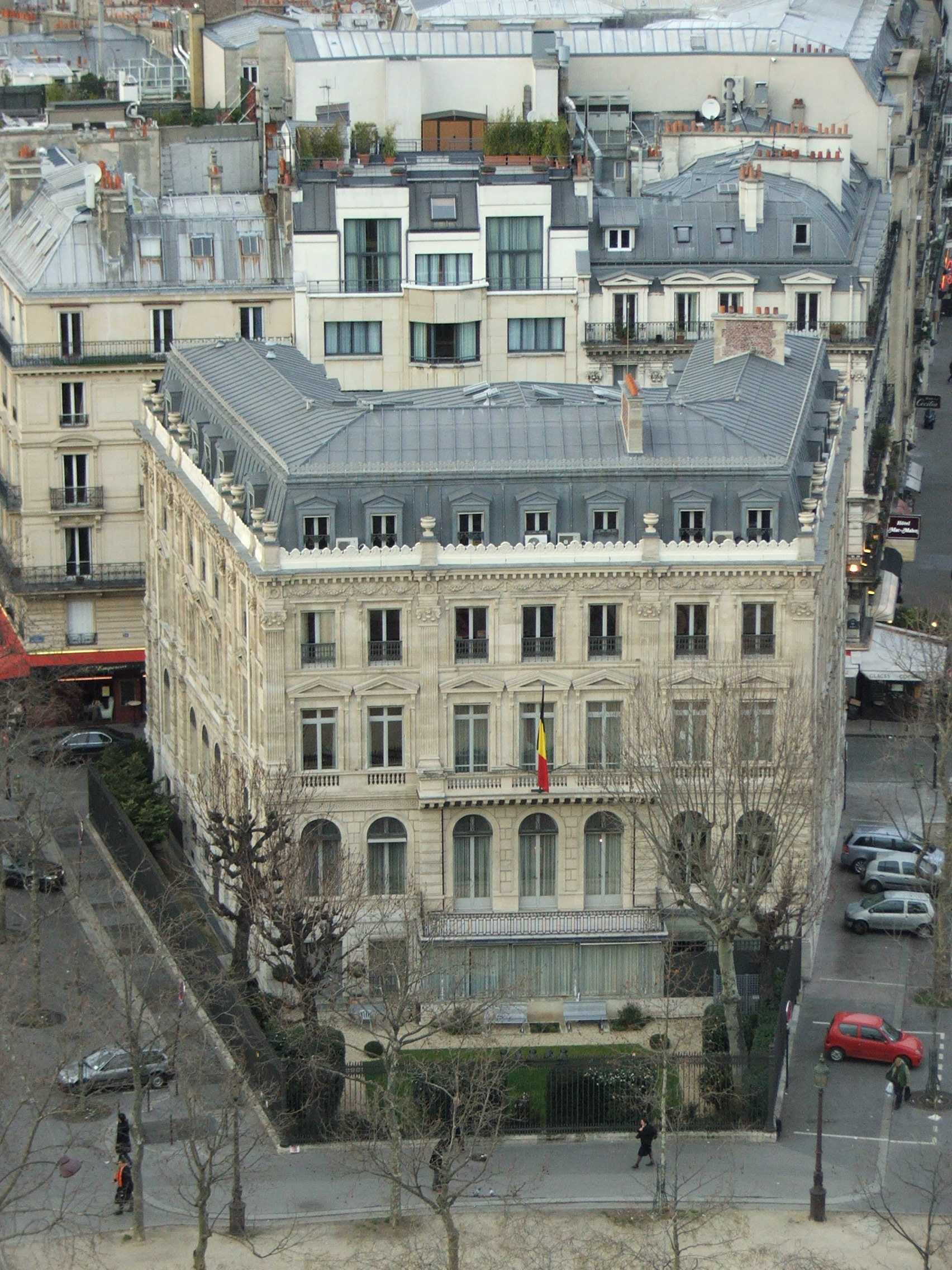
Belgische ambassade in Parijs

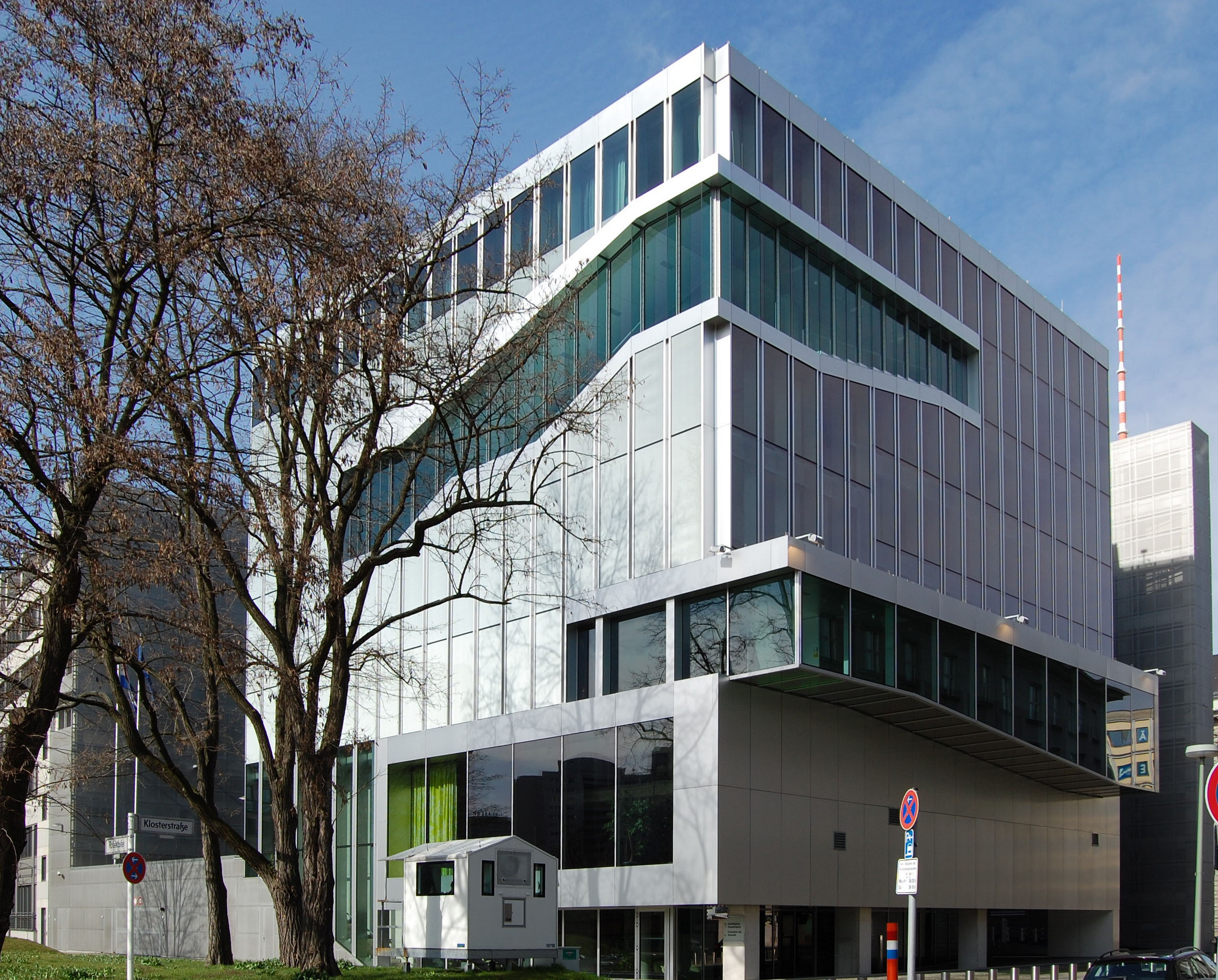
Nederlandse ambassade in Berlijn

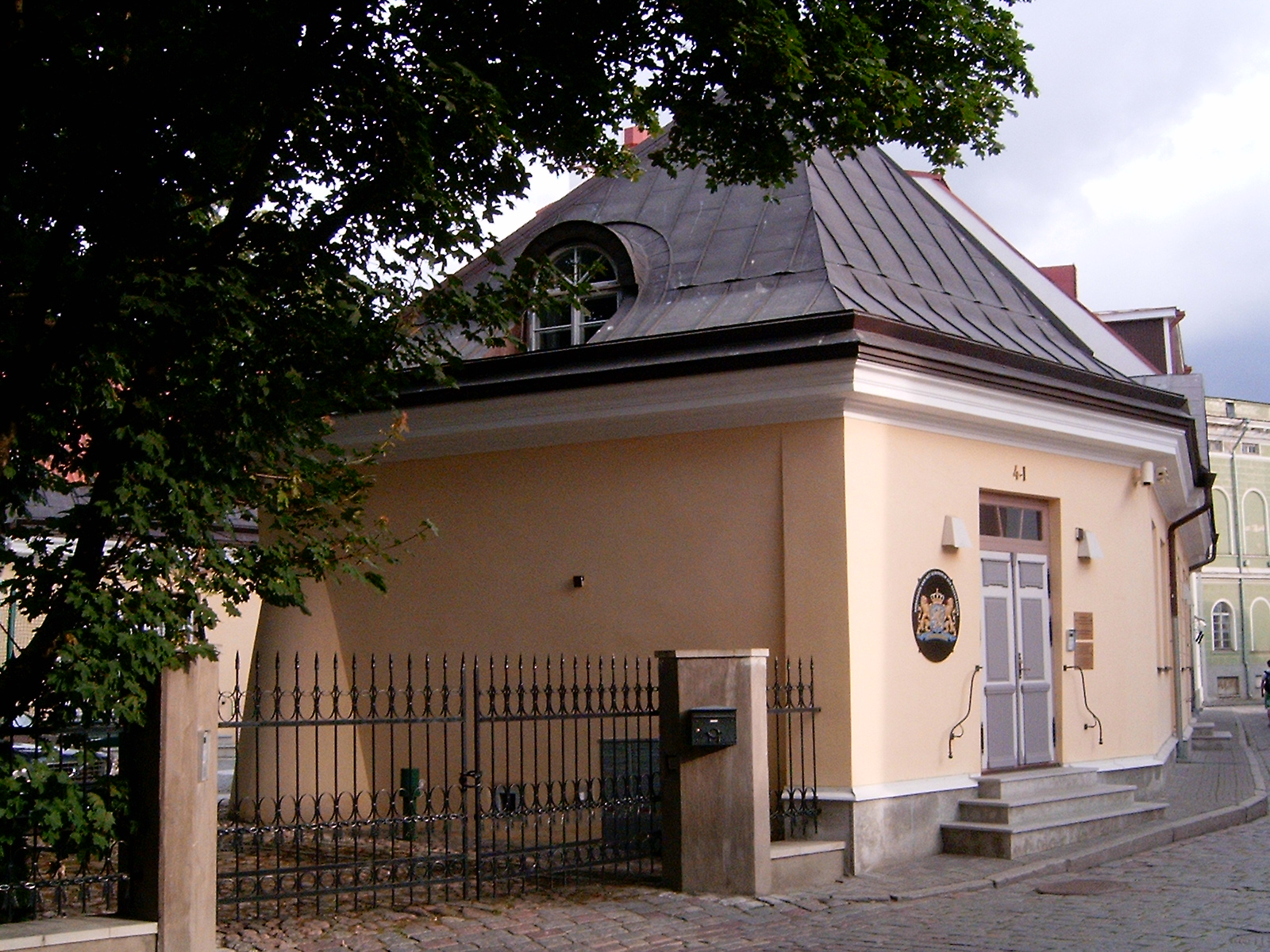
Nederlandse ambassade in Tallinn

Een ambassade is een diplomatieke vertegenwoordiging van een land in een ander land. Meestal bevindt de ambassade zich in de stad waar ook de regering van het gastland zetelt. Zo bevinden de meeste ambassades in Nederland zich in Den Haag en de meeste ambassades in België zich in Brussel. Soms heeft een land naast een ambassade ook een of meer consulaten in het gastland.

## Hoofdfuncties
De ambassade zorgt voor communicatie en onderhandelingen tussen de twee landen en voor culturele uitwisseling. Ook fungeert ze vaak als aanspreekpunt voor burgers van het thuisland die op dat moment in het gastland verblijven. De ambassade wordt geleid door een ambassadeur.

## Vestiging
Het terrein waar een ambassade gevestigd is en de residentie van de ambassadeur genieten op basis van artikel 22 van het Verdrag van Wenen inzake diplomatiek verkeer (1961) onschendbaarheid. Dat betekent dat de autoriteiten van het gastland het ambassadeterrein en de ambassadeursresidentie pas mogen betreden met goedkeuring van de ambassadeur. Van deze onschendbaarheid wordt soms handig gebruikgemaakt om politiek asiel aan te vragen. Noord-Koreanen weten zo regelmatig buitenlandse ambassades in Peking binnen te komen om niet terug te hoeven keren naar hun eigen land. In 1989 wisten grote aantallen Oost-Duitse vluchtelingen via het ambassadeterrein van West-Europese landen in Praag naar het Westen te ontsnappen. Dit was tevens een aanleiding om de grenzen in Berlijn open te stellen, omdat de stroom vluchtelingen niet tegen te houden was.
Het is een wijdverspreid misverstand dat ambassades kleine stukjes grondgebied van de desbetreffende staat zijn die door de gaststaat zijn afgestaan. Ze genieten slechts onschendbaarheid, maar zijn nog steeds grondgebied van de gaststaat. Wie bijvoorbeeld in de Nederlandse ambassade in Parijs een moord pleegt, heeft deze op Frans grondgebied begaan en zal dan ook naar Frans recht worden vervolgd. Uiteraard zal de moordenaar pas kunnen worden gearresteerd door de Franse politie wanneer de Nederlandse ambassadeur hen toestemming heeft gegeven de ambassade te betreden.

## Gezantschappen en ambassades
Voor 1940 werd Nederland in het buitenland vertegenwoordigd door gezantschappen (synoniem: legaties) die geleid werden door een gezant. In 1942 werden de Nederlandse gezantschappen in Londen en Washington verheven tot ambassades. Later is dat met alle andere gezantschappen gebeurd.
Een ambassadeur en een ambassade waren voor de Eerste Wereldoorlog voorbehouden aan de "grote machten". Kleinere landen zoals Nederland en België ontvingen en zonden gezanten die in het protocol na de ambassadeurs kwamen. Ook Gevolmachtigd ministers en Consuls-generaal traden indertijd veel op als diplomatieke vertegenwoordigers van kleine landen en bij de regeringen van kleine landen. De grote landen weigerden om ambassadeurs van Nederland te ontvangen, omdat zij dan ook een ambassadeur in Den Haag moesten gaan benoemen. Een ambassadeur genoot een zeer hoog inkomen en voerde een grote staat.
Toen steeds meer gezantschappen en legaties door ambassades werden vervangen vervaagde het verschil tussen gezant en ambassadeur. Om protocollair niet in het nadeel te verkeren, een gezant krijgt bij diners een plaats onder aan de tafel, werden uiteindelijk alle gezantschappen in de wereld opgewaardeerd.

## Aanslagen
Door hun politieke functie en hun herkenbaarheid zijn ambassades een populair doelwit van demonstraties en terroristische aanslagen. Zo werden de ambassades van Denemarken in Libanon en Syrië na het verschijnen van de cartoons over Mohammed in Jyllands-Posten in brand gestoken. Volgens het verdrag van Wenen is het gastland in zo'n geval verantwoordelijk voor de schade. Wanneer een land zijn ambassadeur en diens staf terugtrekt, blijft de ambassade, of wat daarvan rest, onschendbaar. Een neutraal land, vaak is dat Zwitserland, krijgt dan de sleutels en neemt het beheer tot op zekere hoogte over.

## Benelux-samenwerking
De vestiging van Nederlandse, Belgische of Luxemburgse ambassades onder één dak (colocatie) kent een lange historie. Sinds het aantreden van het kabinet-Rutte I respectievelijk kabinet Di Rupo heeft het overleg met België over colocatiemogelijkheden een vlucht genomen. Dit leidde in 2013 tot overeenstemming over colocaties in Caracas, Buenos Aires, Mexico-Stad en Kinshasa. Verder wordt inmiddels gesproken over gemeenschappelijke huisvesting in onder meer Washington, Seoel, Bamako, Pristina (ook met Luxemburg), Ottawa en Nicosia. Op 23 oktober 2014, tijdens een Benelux-top van de drie regeringsleiders in aanloop naar de Europese top van regeringsleiders, hebben de ministers-presidenten van de Benelux-landen besloten om de diplomatieke posten van de drie landen te optimaliseren, waar mogelijk samen te huisvesten en elkaar te vertegenwoordigen.
De Benelux-landen werken momenteel (april 2016) al samen op diplomatiek vlak in het buitenland. Een efficiëntiewinst wordt bereikt, doordat België en Nederland in momenteel drie landen hetzelfde gebouw delen en er in Brussel/Den Haag en Albanië een uitwisseling is van Nederlandse en Belgische diplomaten. Verder vertegenwoordigt België in 54 landen Luxemburg en in 9 landen Nederland, dat op zijn beurt in 19 landen de Belgische belangen behartigt.
Van oudsher bestaan er al visumsamenwerkingsverbanden tussen de Benelux-landen. In de afgelopen jaren is de samenwerking met – vooral België – verder geïntensiveerd door elkaar voor visumverlening te vertegenwoordigen in landen waar men zelf niet (meer) over een eigen ambassade beschikt en omwille van doelmatigheid ook in landen waar België of Nederland wél een eigen vertegenwoordiging heeft. De hierover gemaakte bilaterale afspraken worden schriftelijk vastgelegd.
Een recente loot aan de samenwerkingsstam zijn de werkafspraken van 29 april 2011 die binnen het raamwerk van de Benelux Unie zijn gemaakt over het gemeenschappelijk gebruik van Benelux-verbindingsofficieren op de posten. Elk van de drie landen kan voortaan bij de behandeling van een rechtshulpverzoek een beroep doen op een politie/justitie-attaché van een van de andere landen wanneer het land zelf daar geen attaché geaccrediteerd heeft.
Een andere diplomatieke samenwerkingsmogelijkheid die momenteel (mei 2015) wordt onderzocht is om, naar analogie van de geslaagde en goede samenwerking op het gebied van politie Benelux-verbindingsofficieren, eveneens een Benelux-samenwerking (met name tussen België en Nederland) op te zetten op het gebied van militaire attachés.

## Delegaties van de Europese Unie
De Europese Unie wordt vertegenwoordigd in meer dan 140 nationale staten en bij internationale organisaties zoals de Verenigde Naties. Zo'n vertegenwoordiging, die officieel een EU-delegatie heet, valt onder de Europese dienst voor extern optreden, een van de belangrijkste vernieuwingen van het Verdrag van Lissabon. Een EU-delegatie heeft voor de Europese Unie feitelijk dezelfde functie als een ambassade voor een nationale overheid. Het hoofd van een EU-delegatie wordt ook als ambassadeur van de Europese Unie aangeduid, niet te verwarren met een ambassadeur van een EU-lidstaat bij de Europese Unie in Brussel.